# Collegium Nowodworskiego Uniwersytetu Jagiellońskiego
Collegium Nowodworskiego – zabytkowy budynek Uniwersytetu Jagiellońskiego znajdujący się w Krakowie przy ulicy św. Anny 12, na Starym Mieście.

## Historia

### Fundacja
Nazwa kolegium pochodzi od nazwiska Bartłomieja Nowodworskiego, który zapisał w latach 1617 i 1619 dwie potężne fundacje (łącznie na 15 tys. złotych polskich) na rzecz zarządzanej przez Akademię Krakowską szkoły średniej. W 1630 Gabriel Prowancjusz Władysławski dokonał na rzecz Uniwersytetu zapisu w wysokości 30 tys. złotych polskich, z przeznaczeniem głównie na reformę i rozwój szkoły średniej. Dodatkowo Władysławski mocą testamentu przepisał Akademii swój majątek, co przyniosło kolejne 20 tys. złotych polskich. Fundacje te umożliwiły budowę nowej siedziby dla istniejących od 2 poł. XVI w., zarządzanych przez uniwersytet, Szkół Nowodworskich. W 1636 postanowiono wznieść budynek naprzeciw kościoła św. Anny, na parceli przyległej do Collegium Maius. W 1638 budowę wsparli finansowo rektor Akademii, Jakub Najmanowicz (1000 złp), oraz król Władysław IV (2500 złp). Przez dłuższy czas kolegium, dla upamiętnienia Nowodworskiego oraz Władysławskiego, nazywano Collegium Władysławsko-Nowodworskim; z czasem jeden z członów nazwy zanikł.

### Budowa
Budowniczym kolegium został Jan Leitner. Budowę zakończono zasadniczo w 1643. Na kolegium składały się dwa ustawione równolegle pawilony, połączone z obydwu stron murem. Pomiędzy nimi znajdował się brukowany dziedziniec, z trzech stron otoczony krużgankami. Poza salami lekcyjnymi i pomieszczeniami gospodarczymi w kolegium mieściło się m.in. oratorium. Dachy na pawilonach były dwuspadowe. Całość kolegium prezentowała połączenie stylu barokowego i manieryzmu, z wyraźnymi nawiązaniami do gotyckich rozwiązań sąsiedniego Collegium Maius.

### Siedziba szkoły średniej
W latach 1645–1650, w związku z usterkami popełnionymi przez Laitnera, Uniwersytet zmuszony był sfinansować w budynku szereg napraw. Po zajęciu Krakowa przez Szwedów zajęcia w szkole zawieszono, a najeźdźcy, po skrupulatnym splądrowaniu budynku, urządzili w kolegium stajnię. Po opuszczeniu Krakowa przez Szwedów zajęcia wznowiono w 1657. Do ponownego zniszczenia budynku doszło w 1769, po zajęciu go przez rosyjskie wojsko i przekształceniu w koszary.
W latach 70. XVIII wieku stan techniczny budynku przedstawiał się źle. Przy okazji reformy Szkół Nowodworskich przez Hugona Kołłątaja doszło do poważnej renowacji kolegium. W 1786 znajdujące się w budynku oratorium przekształcono w amfiteatr, tj. aulę szkolną. W 1810 szkołę wizytował książę warszawski Fryderyk August. Od czasów reformy Kołłątajowskiej do połowy XIX wieku wygląd budynku zasadniczo nie zmienił się. W latach 40. XIX wieku z uwagi na zły stan techniczny zasypano i zamurowano piwnice budynku. W 1845 miała miejsce potężna renowacja Collegium. W tym okresie w amfiteatrze budynku miały miejsce zebrania m.in. Izby Reprezentantów Rzeczypospolitej Krakowskiej i krakowskiego Towarzystwa Naukowego. W 1849 miał miejsce remont tylnego pawilonu kolegium.. Podczas wielkiego pożaru Krakowa w 1850 budynek ocalał nietknięty.
W 1855 do budynku dobudowano nowe, trzecie skrzydło od strony Plant. Autorem planu skrzydła był Tomasz Majewski. Nowa część budynku utrzymana została w stylistyce zbliżonej do starszych skrzydeł Collegium. Pawilon zwieńczony został dachem czterospadowym. Mieścił pięć pomieszczeń na parterze i pięć na piętrze.
W 1887 władze Uniwersytetu przeniosły umieszczoną w amfiteatrze galerię obrazów do nowo powstałego Collegium Novum. Pod koniec XIX wieku zlikwidowano podwórze Collegium od strony ulicy Gołębiej, na którym znajdowały się ubikacje; na terenie tym postawiono Collegium Phisicum, a cześć dołączono do ogrodu akademickiego. W 1880 budynek odwiedził cesarz Franciszek Józef, a w 1887 arcyksiążę Rudolf. W 1890 wewnątrz Collegium Nowodworskiego założono toalety.W tym samym roku usunięto zewnętrzne schody prowadzące do budynku od strony ulicy św. Anny. W 1897 rozpoczęto budowę nowej siedziby dla gimnazjum św. Anny, znajdującej się przy pl. Na Groblach. W 1898 szkołę przeniesiono do nowej siedziby.

### XX wiek
Budynek, po opuszczeniu przez Nowodworek, przez kilka lat znajdował się w użytkowaniu Wyższej Szkoły Realnej. W 1899 Kolegium Nowodworskiego przekazano rozrastającej się Bibliotece Jagiellońskiej, od dłuższego czasu mającej problemy z pomieszczeniem zbiorów w dotychczasowej siedzibie w Collegium Maius. W niektórych pomieszczeniach rozlokowano inne jednostki uniwersyteckie, jak Seminaria: Filologiczne, Archeologiczne i Prawnicze, Bibliotekę Medyczną czy też Zakład Matematyczno-Fizyczny (ten ostatni do 1925). Do 1905, w związku ze zmianą przeznaczenia, dokonano znacznych przekształceń budynku; podłączono go też do wodociągu. Przerwa w działalności Biblioteki nastąpiła w 1914, kiedy Collegium Nowodworskiego zajęto na tymczasowy szpital wojskowy; biblioteka wznowiła działalność w 1916. W latach 1927–1932 dokonano renowacji kolegium. W 1931 Biblioteka Jagiellońska przejęła cały budynek.
Niemcy, po zajęciu Krakowa, w listopadzie 1939 postanowili zamknąć bibliotekę w Collegium Nowodworskiego. Następnie w 1940 zbiory przeniesiono z ich rozkazu do wybudowanego jeszcze przed wojną nowego budynku Biblioteki Jagiellońskiej, w Collegium Nowodworskiego zaś ulokowano dyrekcję Ostinstitutu.
Budynek zdołał przetrwać II wojnę światową bez większych uszkodzeń. Od 1949 udostępniono go nowo powstałej Akademii Medycznej. Od tego czasu na określenie Collegium Nowodworskiego używa się także nazwy Collegium Medicum. Nowe władze budynku postanowiły wyburzyć przewiązkę łączącą go z Collegium Maius. Przebudowano toalety, wyremontowano fasadę, na dziedzińcu zamontowano elektryczną fontannę. W latach 70. wymieniono bruk dziedzińca na nowy. Do końca XX wieku przeprowadzono kilka remontów mających na celu przywrócenie pierwotnego wyglądu budynku: odtworzono między innymi piwnice. W 1993, po włączeniu Akademii Medycznej w struktury UJ, budynek stał się ponownie własnością Uczelni. W 1997 przeprowadzono w nim prace konserwatorskie.
6 sierpnia 1936 budynek został wpisany do rejestru zabytków. Znajduje się także w gminnej ewidencji zabytków.

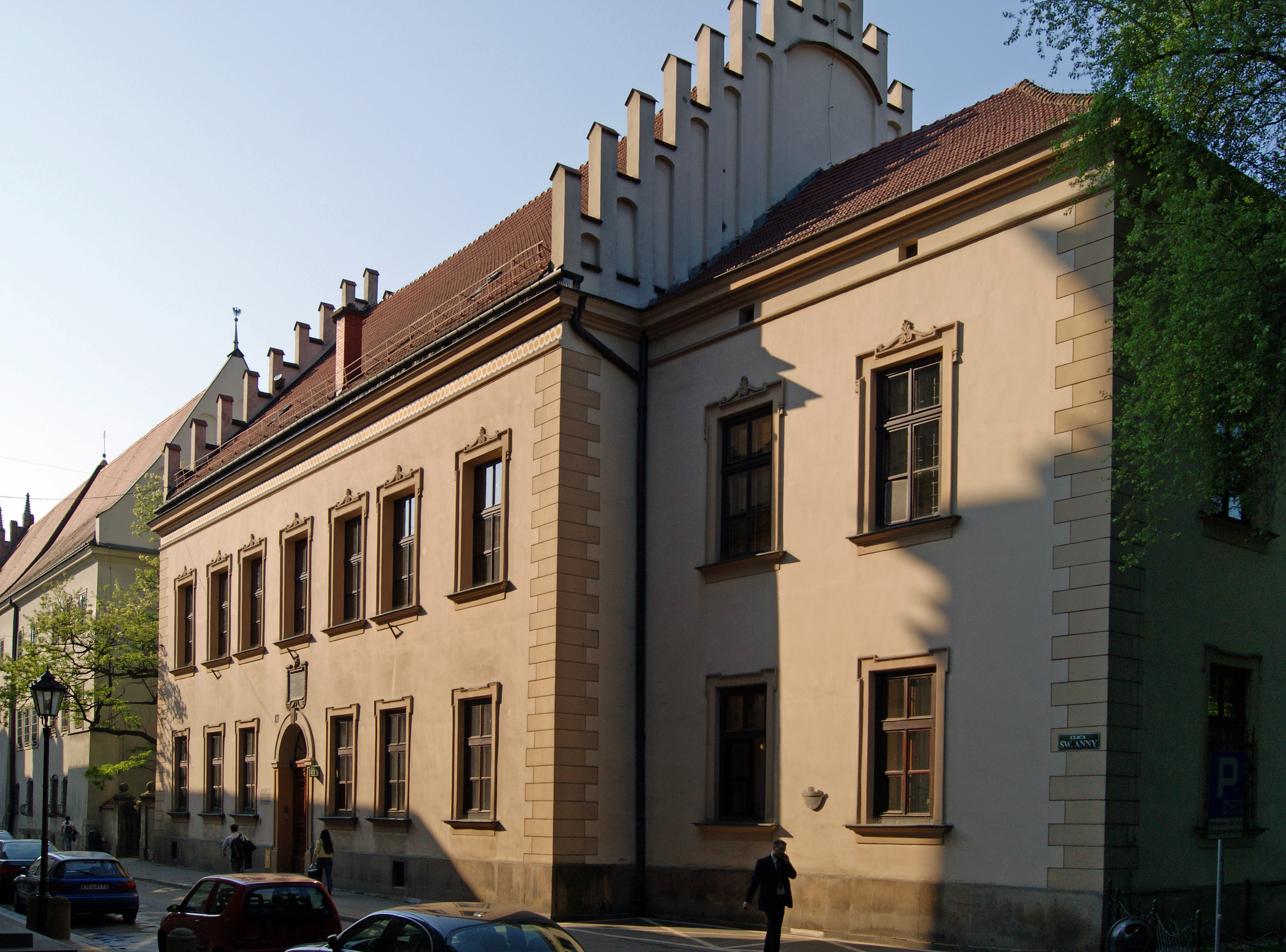
Ogólny widok budynku.
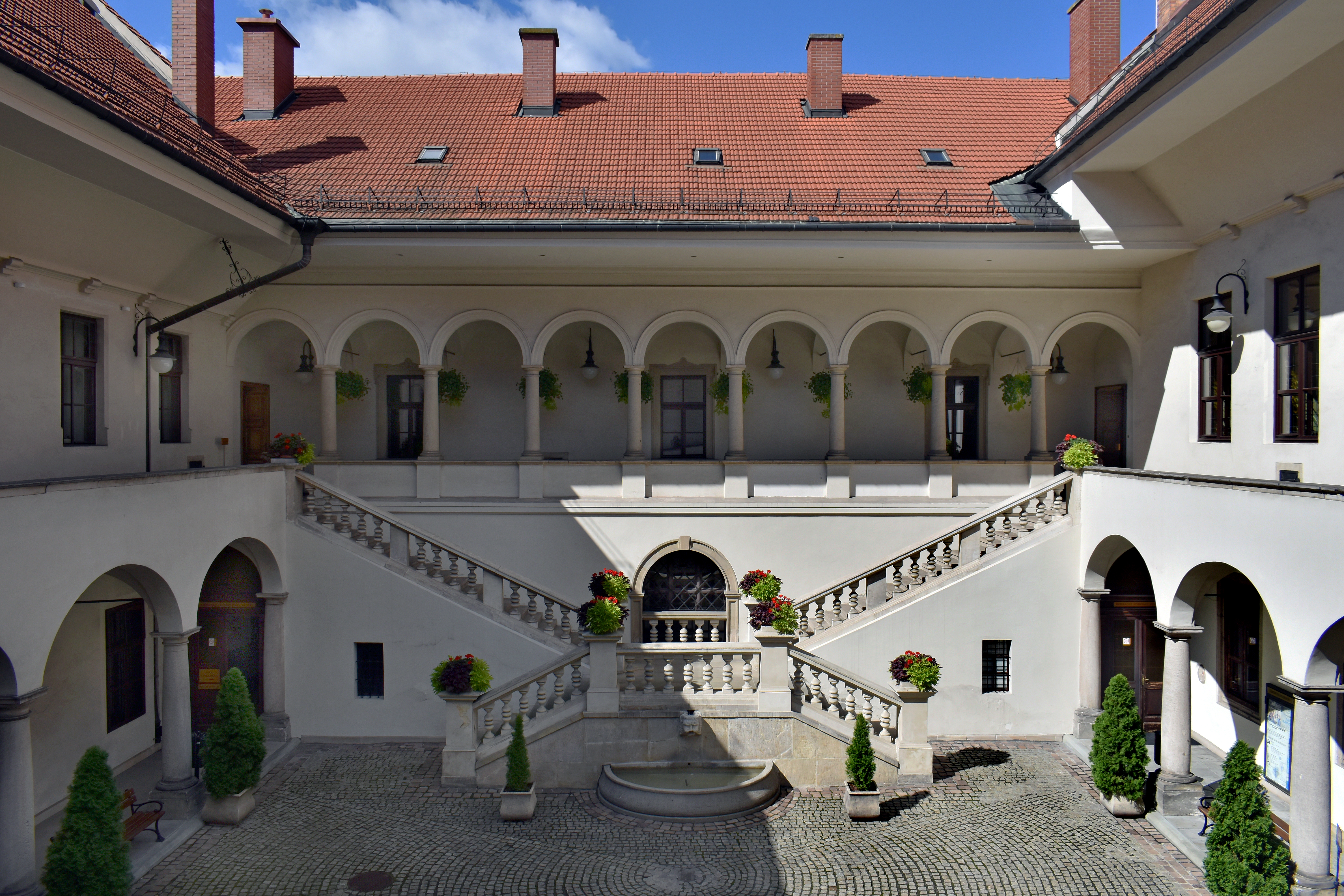
Dziedziniec Collegium.